# Parafia Najświętszej Maryi Panny Królowej Polski w Jarosławiu
Parafia Najświętszej Maryi Panny Królowej Polski w Jarosławiu – rzymskokatolicka parafia należąca do dekanatu Jarosław II, w archidiecezji przemyskiej. 

## Historia
W 1894 roku została zbudowana plebania parafii farnej. W 1960 roku władze miejskie zajęły część pomieszczeń na mieszkania dla lokatorów, a ks. Władysław Opaliński, aby zapobiec dalszemu wywłaszczeniu, w wolnej sali urządził kaplicę. Po dokonaniu powiększenia kaplicy przez ks. Bronisława Filę, w 1967 roku została poświęcona pw. Najświętszego Serca Jezusowego i od tego czasu odprawiano msze święte. 
W 1971 roku rektorem kaplicy został ks. Jan Czajkowski, a władze miejskie osadziły na plebanii siostry Służebniczki Starowiejskie. W 1975 roku rektorem kaplicy został ks. Marian Rajchel. Kaplica została rozbudowana i 14 marca 1977 roku, bp Ignacy Tokarczuk poświęcił kaplicę pw. Najświętszej Maryi Panny Królowej Polski. 
15 sierpnia 1977 roku została erygowana parafia, w wydzielonego terytorium parafii Jarosław-Kolegiata, której pierwszym proboszczem został ks. Marian Rajchel. W 1977 roku zbudowano drewnianą kaplicę, którą 6 stycznia 1978 roku poświęcił bp Tadeusz Błaszkiewicz. W latach 1982–1985 zbudowano murowany kościół, według projektu arch. Adolfa Szczepańskiego, M. Wilka i J. Błaszczyka, który został poświęcony 9 października 1985 roku przez bpa Ignacego Tokarczuka. 20 marca 1995 roku odbyła się konsekracja kościoła, której dokonał abp Józef Michalik. 
Na terenie parafii jest 6 150 wiernych.
Proboszczowie parafii:
1977–1997. ks. prał. Marian Rajchel.
1997–2014. ks. prał. dr Edward Chmura.
2014– nadal ks. prał. Krzysztof Szczygielski.

## Radio Ave Maria
24/25 grudnia 1993 roku w parafii transmisją pasterki rozpoczęło działalność Radio Ave Maria, które założył ks. prał. Marian Rajchel. We wrześniu 1998 roku studio nadawcze zostało przeniesione do Ośrodka Formacji i Kultury Chrześcijańskiej im. Anny Jenke. W 2001 roku studio nadawcze zostało połączone ze studiami w Przemyślu i Krośnie w diecezjalne Radio Fara.

## Obszar parafii
Teren parafii tworzą mieszkańcy następujących ulic:
- 29 Listopada, 3 Maja (część), Chłopickiego, Czechowskiego, Gottfrieda, Królowej Jadwigi (numery 3-19; 2-24), Nabielaka, Orłowicza, Paderewskiego, Poniatowskiego (numery 4-78), Przemyska (numery 11-27, 8-18), Skrzyneckiego, Wilsona, Plac Wolności, Legionów, Reymonta, Zielińskiego, Lisińskiego, Sikorskiego, Os. Kopernika, Os. Kalinki, Os. Prośbów[3].